# Автошлях Т 1613
Автошля́х Т 1613 —  колишній автомобільний шлях територіального значення в Одеській області. Проходив територією Миколаївського та Ширяївського районів через Миколаївку—Стрюкове—Шабельники—Старі Маяки. Загальна довжина — 56,9 км.

## Маршрут
Автошлях проходить через такі населені пункти:
| Автошлях Т 1613     |        |
| Одеська область     |        |
| Миколаївський район |        |
| Миколаївка          | Т 1640 |
| Новопетрівка        |        |
| Антонюки            |        |
| Романівка           |        |
| Стрюкове            | Т 1623 |
| Журівка             |        |
| Успенка             |        |
| Шабельники          |        |
| Нова Григорівка     |        |
| Ширяївський район   |        |
| Преображенка        |        |
| Лідівка             |        |
| Старі Маяки         | E95М05 |